# Felipe Ramírez
Pour les articles homonymes, voir Ramirez.

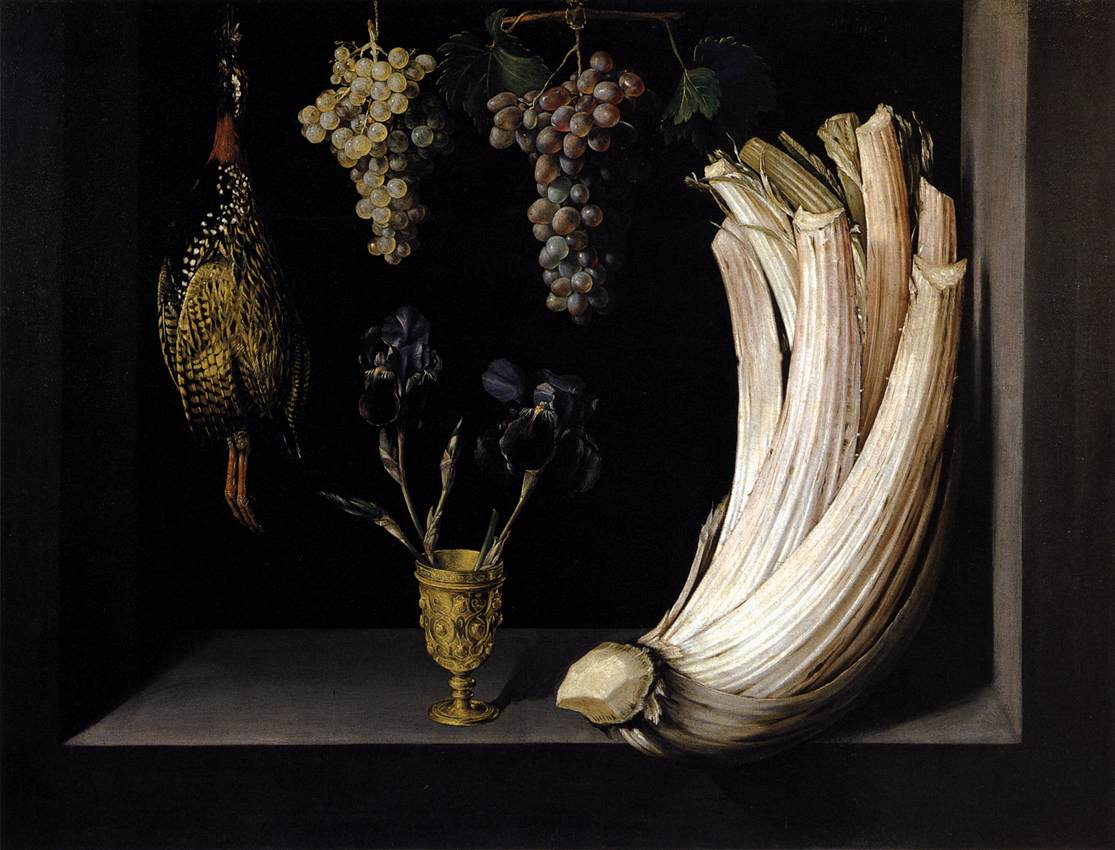
Nature morte avec cardon, francolin, raisins et iris de Felipe Ramírez, Musée du Prado, 1628

Felipe Ramírez est un peintre espagnol de Séville, actif en tant que peintre de natures mortes au XVIIe siècle.

## Biographie
Il est probablement un parent de Gerónimo Ramírez. Il est actif à la même époque. 
Il peint principalement des scènes de chasse, du gibier à plumes et des oiseaux morts.
Il peint également peint une nature morte avec Cardoon, Francolin, Grapes and Iris qui se trouve maintenant au Museo del Prado de Madrid et un martyre de Saint-Étienne pour une église à Séville (?). 
Ses peintures d'histoire sont également très appréciées.

## Œuvres
- Nature morte avec cardon, francolin, raisins et iris (1628), 71 x 92   cm, Musel del Prado, Madrid
- Varón de Dolores (1631), aujourd'hui dans la collection privée en Belgique